# مايك هاستينغز
مايك هاستينغز (بالإنجليزية: Mike Hastings)‏ هو لاعب هوكي الجليد أمريكي، ولد في 3 فبراير 1966 في يوجين في الولايات المتحدة.

## وصلات خارجية
- مايك هاستينغز على موقع EliteProspects.com (الإنجليزية)
- مايك هاستينغز على موقع HockeyDB.com (الإنجليزية)